# Stikpot

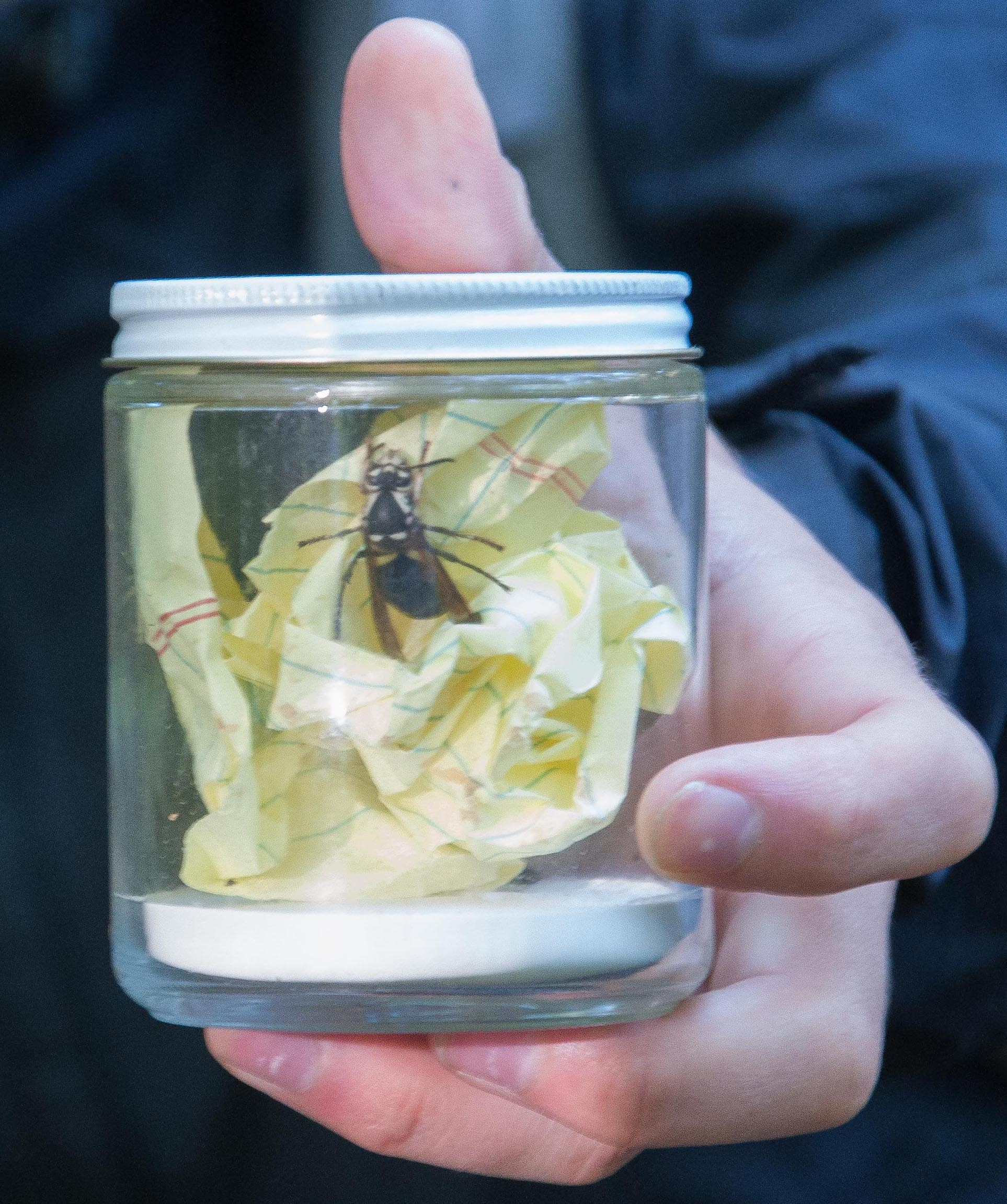

Een stikpot is een instrument van entomologen dat wordt gebruikt om gevangen insecten snel, zo humaan mogelijk en zonder beschadigingen te doden als voorbereiding op het prepareren.
De stikpot bestaat uit een hermetisch af te sluiten glazen of plastic pot waarin een voor insecten giftige damp aanwezig is. 
Aanvankelijk werd hiervoor vaak waterstofcyanide (blauwzuurgas) gebruikt, dat werd gemaakt door op de bodem van de pot wat kaliumcyanide (cyaankali) in te bedden onder een laag iets vochtig gemaakt gips. Door langzame ontleding blijft de atmosfeer in de pot langdurig (maanden) werkzaam. Door de grote risico's voor mens en dier verbonden aan cyanide, is dit middel echter in onbruik geraakt. 
In noodgevallen is een geïmproviseerde cyanidepot echter nog steeds te maken door in een jampotje wat gekneusde laurierkersbladeren te doen; ook hieruit ontstaat wat blauwzuurgas. Dit potje blijft echter maar een paar uur bruikbaar.
Tegenwoordig wordt er in de meeste gevallen ethylacetaat op een laagje hard geworden en gedroogd gips op de bodem van de pot gedruppeld; het wordt door het gips opgezogen en de damp komt weer langzaam vrij. Ook ether, makkelijker verkrijgbaar maar wat minder bevredigend door grotere lijkstijfheid van de specimina, wordt wel gebruikt. Bij gebruik van kunststof moet erop worden gelet dat de damp de pot niet aantast. Inademing van de damp door de onderzoeker dient uiteraard ook zo veel mogelijk te worden vermeden.